# Voïvodie de Nertchinsk
Entités suivantes :
- Oblast de Nertchinsk

La voïvodie de Nertchinsk (en russe : Нерчинское воеводство, Nertchinskoïe voïvodstvo) est une voïvodie du tsarat de Russie et de l'Empire russe existante entre 1655 et 1783, située en Transbaïkalie. Ayant pour capitale la ville de Nertchinsk, elle faisait partie de la razriad de Tobolsk.

## Histoire
La voïvodie de Nertchinsk apparaît avec la fondation par Piotr Beketov et ses Cosaques de l'ostrog Nelioudski (devenant par la suite ostrog de la Nertcha, donc Nertchinsk) en 1654. Nertchinsk est élevée par le tsar Alexis Ier en voïvodie en 1655. Jusquéen 1677, elle est rattachée à la razriad de Tobolsk, avant d'être rattachée à la razriad de l'Ienisseï.
En 1708, avec la création du gouvernement de Sibérie, la voïvodie est rattachée à celle-ci. La voïvodie se composait en 1715 de la ville de Nertchinsk, de sept ostrogs, de 4 colonies et de 3 villages. Avec la création de la province d'Irkoutsk au sein du gouvernement de Sibérie en 1719, la voïvodie est incluse dans celle-ci.
En 1764, par oukase de Catherine II, la province d'Oudinsk de la province d'Irkoutsk est créée, et la voïvodie est ratachée à celle-ci. En 1783, trois gouvernorats sont créés, dont celui d'Irkoutsk, subdivisés en oblasts. La voïvodie est alors supprimée, remplacée par l'oblast de Nertchinsk.